# Robin Buwalda
Robin Buwalda (* 17. August 1994 in Leidschendam) ist ein niederländischer Fußballspieler. Er spielt auf der Position eines Verteidigers.